# Bouy-Luxembourg
Bouy-Luxembourg ist eine französische Gemeinde mit 248 Einwohnern (Stand 1. Januar 2022) im Département Aube in der Region Grand Est. Sie gehört zum Kanton Brienne-le-Château im Arrondissement Troyes.

## Geographie
Bouy-Luxembourg liegt etwa 18 Kilometer nordöstlich von Troyes.
Nachbargemeinden sind Luyères im Norden und Westen, Onjon im Norden und Osten, Rouilly-Sacey im Süden und Südosten sowie Assencières im Südwesten.

## Bevölkerungsentwicklung
| Jahr                      | 1962 | 1968 | 1975 | 1982 | 1990 | 1999 | 2006 | 2011 | 2016 |
| ------------------------- | ---- | ---- | ---- | ---- | ---- | ---- | ---- | ---- | ---- |
| Einwohner                 | 192  | 181  | 150  | 156  | 169  | 160  | 183  | 209  | 220  |
| Quelle: Cassini und INSEE |      |      |      |      |      |      |      |      |      |

## Sehenswürdigkeiten
- Kirche Saint-Loup, seit 1980 Monument historique

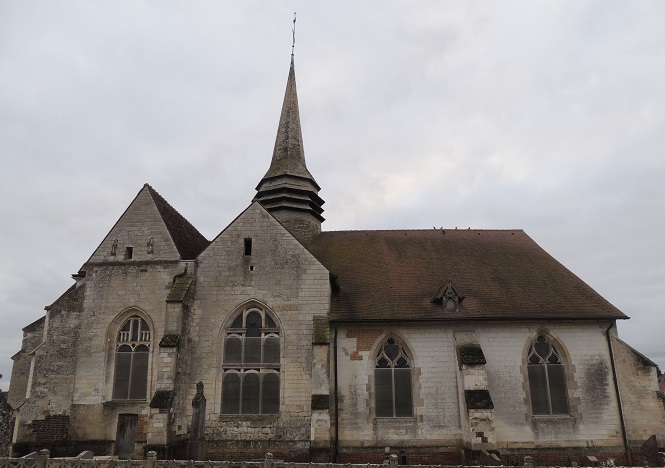
Kirche Saint-Loup

## Persönlichkeiten
- Christoph Didier (1915–1978), luxemburgischer Radrennfahrer